# Спогади про Альгамбру
«Спо́гади про Альга́мбру» (ісп. «Recuerdos de la Alhambra») — етюд-тремоло, класичний твір для гітари, написаний 1896 р. іспанським композитором і гітаристом Франсіско Тарреґа. Є в репертуарі кожного професійного гітариста.
На написання етюду Тарреґу надихнув мавританський палац Альгамбра в Гранаді, Іспанія, особливо його фонтани. Для маврів іслам і вода були фундаментальними компонентами Альгамбри. У мавританській поезії вода метафорично відзначена як цілісна сутність. За деякими припущеннями, «у своїх Спогадах про Альгамбру Франсіско Тарреґа хотів ніби зафіксувати постійну течію музичних фонтанів, які в Альгамбрі чутні всюди. Різноманітність фонтанів, що так сприяла роздумам для маврів, виражена музичними засобами в тремоло, яке використовував Тарреґа».
Назва співзвучна також з іспанським перекладом книги Вашингтона Ірвінга «Альгамбра», написаної під час його чотирирічного перебування в Іспанії.
Віртуоз Тарреґа був відомий як «Сарасате на гітарі». Його репертуар складається з 78 оригінальних творів для гітари (Арабське капричіо, Danza Mora тощо) і 120 аранжувань творів, написаних для інших інструментів, таких композиторів, як Людвіг ван Бетховен, Фредерік Шопен і Фелікс Мендельсон.
Тарреґа, як його друг Ісаак Альбеніс і багато інших іспанських сучасників, у своїх творах об'єднував романтичні тенденції в класичній музиці з іспанськими елементами фольклору. Найбільш яскраво це проявилось у «Спогадах про Альгамбру» та перекладень для гітари кількох фортепіанних творів Альбеніса, зокрема «Asturias (Leyenda)».

## Саундтреки
«Спогади про Альгамбру» звучали у кількох фільмах, зокрема у «Заборонених іграх» Рене Клемана (виконання Нарсисо Йепеса), «Полях смерті» (під назвою «Étude», аранжування Майка Олдфілда), «На узбіччі», британському серіалі «За містом» (аранжування й виконання Джонатана Кодрілла), у 7-й серії 6-го сезону «Клану Сопрано» (виконання Пепе Ромеро).
Ґідеон Коі використовує цю мелодію на BBC Radio 6 Music як музичну заставку.